# Partido judicial de Mondoñedo
El Partido judicial de Mondoñedo es uno de los 45 partidos judiciales en los que se divide la Comunidad Autónoma de Galicia, siendo el partido judicial n.º 1 de la provincia de Lugo, de los nueve partidos judiciales que tiene dicha provincia.
Comprende los municipios de Abadín, Alfoz, Barreiros, Lorenzana, Mondoñedo, Pastoriza, Puente Nuevo, Ribadeo, Riotorto, Trabada y Valle de Oro.
La cabeza de partido y por tanto sede de las instituciones judiciales es Mondoñedo. La dirección del partido se sitúa en la Plaza San Juan Alcántara de la localidad. Mondoñedo cuenta con dos Juzgados de Primera Instancia e Instrucción.